# Scheve hartschelp
De scheve hartschelp (Parvicardium exiguum) is een tweekleppigensoort uit de familie van de Cardiidae. De wetenschappelijke naam van de soort is voor het eerst geldig gepubliceerd in 1791 door Gmelin.